# Нажван Граїб
Нажван Граїб (араб. نجوان غريب, івр. נג'ואן גרייב; нар. 30 січня 1974) — колишній ізраїльський футболіст арабського походження і колишній тренер клубу свого рідного міста — «Маккабі Ахі Назарет». З 2009 по 2010 рік він був помічником тренера «Маккабі Ахі Назарет» Джона Грегорі, свого колишнього наставника в Астон Віллі.

## Клубна кар'єра

### Ізраїль
Граїб пройшов молодіжну команду в «Маккабі Ахі Назарет» і нарешті дебютував у 1992 році у віці 18 років, граючи за них у Лізі Алеф, третьому за силою дивізіоні ізраїльського футболу. Його стабільно сильні виступи принесли йому перехід до клубу Прем'єр-ліги Ізраїлю «Маккабі» Хайфа в 1994 році, а вже згодом виграв з ними чемпіонат у своєму першому сезоні. У 1995 році він виступав у «Маккабі» з Петах-Тікви, після чого в 1997 році перейшов у «Хапоель» з Хайфи.

### Англія
Після успішного сезону в «Хапоелі» з Хайфи Граїбом зацікавився англійський клуб «Тоттенхем Готспур». Він мав приєднатися до команди і навіть з’явився у відеогрі PlayStation FA Premier League Stars як гравець «Тоттенгема», однак запропонований ним трансфер зрештою зірвався. Саме тоді «Астон Вілла» вирішила зробити пропозицію після того, як скаут клубу Росс Макларен оголосив його найкращим лівим захисником, якого він коли-небудь бачив. «Астон Вілла» заплатила 1 мільйон фунтів стерлінгів за його трансфер, але Граїб отримував дуже мало ігрового часу у першій команді, і в лютому 2001 року його продали назад у «Хапоель» Хайфа лише за 150 000 фунтів стерлінгів.

### Повернення до Ізраїлю
Повернувшись до «Хапоеля» з Хайфи, він провів у клубі ще два роки, перш ніж повернутися до клубу свого дитинства «Маккабі Ахі Назарет» на один сезон, вийшовши з ними до ізраїльської Прем’єр-ліги, а потім знову перейшов у «Хапоель» Петах-Тіква. У сезоні 2004–2005 років він повернувся до «Маккабі» з Хайфи, а потім завершив кар’єру в «Маккабі Ахі Назарет», завершивши кар’єру в кінці сезону 2005–2006 років.

## Кар'єра у збірній
Граїб провів 18 матчів за збірну Ізраїлю. Він вийшов у стартовому складі та забив фінальний гол під час перемоги Ізраїлю над Австрією з рахунком 5:0 у кваліфікаційному раунді до Євро 2000. Збірна Ізраїлю посіла друге місце після Іспанії у своїй відбірковій групі з 13 очками, що гарантувало їй плей-офф проти Данії за місце у турнірі, якого вони ніколи раніше не досягали. Граїб не грав і не потрапив до заявки на жодному з двох матчів, оскільки вони програли із загальним рахунком 8–0.

### Арабо-ізраїльська ідентичність
Граїб викликав суперечки, публічно висловлюючись про ставлення до арабів в Ізраїлі та його палестинське коріння, питання, яке зазвичай не обговорюється в ізраїльських ЗМІ, враховуючи спірний характер теми. В одному широко розрекламованому інтерв’ю місцевій хайфській газеті («Kolbo» або «Department» англійською мовою) він назвав тодішнього прем’єр-міністра Ізраїлю Арієля Шарона «собакою», «походить із партії, яка ненавидить арабів», і порівняв його з колишнім іракським диктатором Саддамом Хусейном. Реакція ізраїльської громадськості на це інтерв’ю свідчить про те, що Шор, Еран і Йонай (2011) описують його як «заткнись і грай»; багато відповідей на це інтерв’ю полягали в тому, що Граїб не повинен коментувати політику, оскільки він просто спортсмен, або що він просто араб, і «...всі араби ненавидять нас (ізраїльтян)... так депортуйте його до Палестини!» Невдовзі після цього Граїб зробив наступні заяви, пояснюючи, що він «просто пожартував» і вибачився перед усіма, кого він образив, незважаючи на те, що деякі стверджували, що його погляди відображають погляди поміркованого арабського населення в Ізраїлі.